# Tripalmitina
La tripalmitina es el triglicérido (o triacilglicérido) del ácido palmítico. Como todos los lípidos, es insoluble en agua, pero soluble en etanol, benceno, cloroformo, diclorometano y éter. Aparece como un compuesto sólido, incoloro y aceitoso al tacto. La mayoría de los triglicéridos se derivan de al menos dos y, más comúnmente, tres ácidos grasos diferentes. Es un aceite que se encuentra en el aceite de palma y otros aceites o grasas.